# Finále Grand Prix IAAF 1986
2. Finále Grand Prix IAAF – lehkoatletický závod, který se odehrál 10. září roku 1986 v Římě na stadionu Stadio Olimpico. 

## Výsledky

### Muži
| Disciplína      | 1. místo          | Výkon    | 2. místo            | Výkon    | 3. místo          | Výkon    |
| Běh na 100 m    | Ben Johnson       | 10,02    | Chidi Imoh          | 10,08    | Linford Christie  | 10,15    |
| Běh na 800 m    | Peter Elliott     | 1:46,91  | William Wuycke      | 1:47,03  | Earl Jones        | 1:47,16  |
| Běh na 1 míli   | Steve Scott       | 3:50,28  | José Manuel Abascal | 3:50,54  | John Walker       | 3:50,93  |
| Běh na 5000 m   | Saïd Aouita       | 13:13,13 | Stefano Mei         | 13:14,29 | Sydney Maree      | 13:14,62 |
| 3000 m překážek | William Van Dijck | 8:25,34  | Hagen Melzer        | 8:25,65  | Henry Marsh       | 8:25,85  |
| 400 m překážek  | André Phillips    | 48,14    | Amadou Dia Bâ       | 48,47    | Danny Harris      | 49,28    |
| Skok vysoký     | Igor Paklin       | 2,34 m   | Jim Howard          | 2,31 m   | Doug Nordquist    | 2,28 m   |
| Trojskok        | Mike Conley       | 17,16 m  | Dario Badinelli     | 16,82 m  | Joseph Taiwo      | 16,79 m  |
| Vrh koulí       | Ulf Timmermann    | 21,67 m  | Werner Günthör      | 21,61 m  | Alessandro Andrei | 21,20 m  |
| Hod kladivem    | Sergej Litvinov   | 84,88 m  | Jurij Sedych        | 81,98 m  | Igor Nikulin      | 79,84 m  |

### Ženy
| Disciplína     | 1. místo                   | Výkon    | 2. místo                   | Výkon    | 3. místo              | Výkon    |
| Běh na 200 m   | Valerie Briscoová-Hooksová | 22,30    | Evelyn Ashfordová          | 22,31    | Ewa Kasprzyk          | 22,58    |
| Běh na 400 m   | Marita Kochová             | 49,17    | Valerie Briscoová-Hooksová | 50,21    | Diane Dixonová        | 50,64    |
| Běh na 1500 m  | Tetjana Samolenková        | 4:02,71  | Maricica Puicăová          | 4:03,55  | Kirsty Wade           | 4:03,74  |
| Běh na 5000 m  | Olga Bondarenková          | 15:16,84 | Svetlana Guskova           | 15:17,95 | Mary Knisely          | 15:22,33 |
| 100 m překážek | Jordanka Donkovová         | 12,47    | Ginka Zagorčevová          | 12,49    | Cornelia Oschkenatová | 12,71    |
| Hod diskem     | Cvetanka Christovová       | 68,90 m  | Svetla Mitkova             | 58,98 m  | Márta Kripli          | 58,52 m  |
| Hod oštěpem    | Petra Felkeová             | 70,64 m  | Fatima Whitbreadová        | 69,40 m  | Tiina Lillaková       | 65,46 m  |